# Wassili Kirillowitsch Trediakowski

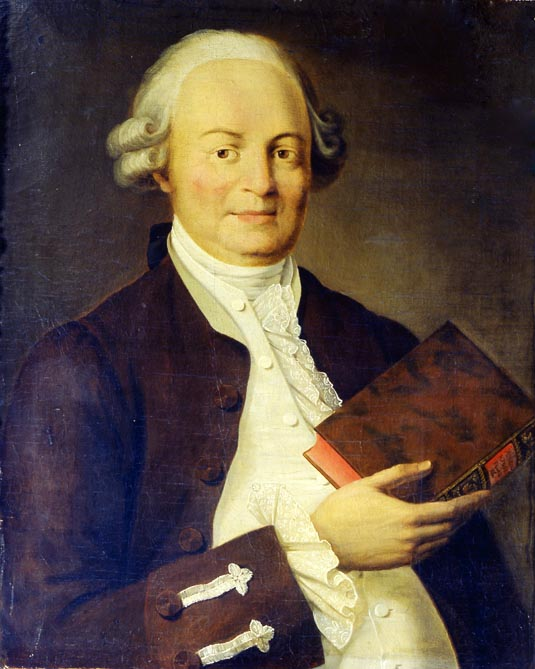
Wassili Trediakowski, Gemälde von Fjodor Rokotow

Wassili Kirillowitsch Trediakowski (russisch Василий Кириллович Тредиаковский, wiss. Transliteration Vasilij Kirillovič Trediakovskij; * 22. Februarjul. / 5. März 1703greg. in Astrachan; † 6. Augustjul. / 17. August 1769greg. in Sankt Petersburg) war ein russischer Dichter und Literaturtheoretiker, der als einer der Begründer der klassischen russischen Literatur gilt.

## Leben
Trediakowski wurde als Sohn eines armen Priesters geboren, bekam jedoch als erster Nichtadliger eine humanistische Ausbildung im Ausland vom russischen Staat finanziert. In den Jahren 1727 bis 1730 studierte er an der Sorbonne in Paris. Bald nach seiner Rückkehr nach Russland wurde er Sekretär der Russischen Akademie der Wissenschaften und de facto Hofdichter.
Im Jahr 1735 veröffentlichte Trediakowski Новый и краткий способ к сложению российских стихов („Eine neue und schnelle Methode des Schreibens russischer Gedichte“), wo zum ersten Mal in der russischen Literatur dichterische Genres wie Sonett, Rondeau, Madrigal und Ode diskutiert wurden. Bei seinen für Russland neuen Herangehensweisen an die Dichtung wurde er vom befreundeten Poeten und Satiriker Antioch Kantemir unterstützt. 1748 erschien Разговор между чужестранным человеком и российским об ортографии старинной и новой и о всем что принадлежит к сей материи („Gespräch zwischen einem Ausländer und einem Russen über die alte und neue Orthographie“), die erste Studie der phonetischen Struktur der russischen Sprache. Trediakowski setzte seinen Einsatz für dichterische Reformen 1752 mit dem Werk О древнем, среднем и новом стихотворении российском („Zur alten, mittleren und neuen russischen Dichtung“).
Trediakowski war parallel ein produktiver Übersetzer klassischer Autoren, mittelalterlicher Philosophen und der französischen Literatur. Seine Übersetzungen erregten häufig den Zorn der Zensoren und er fiel bald in Ungnade bei den Vorgesetzten in der Akademie und in konservativen Hofkreisen. 1759 wurde er aus der Akademie ausgeschlossen. Sein letztes größeres Werk war eine Übersetzung von François Fénelons Les aventures de Telemaque im Jahr 1766.
Die Arbeiten Trediakowskis kennzeichnete der Übergang von syllabischen zu metrischen Strophen, was dem Klang der russischen Sprache mehr entsprach. Seine Theorien wurden in den Werken seines literarischen Rivalen Michail Lomonossow eindrucksvoll bestätigt.